# Знаменосцы
«Знаменосцы» (укр. Прапороносці) — роман-трилогия Олеся Гончара, посвященный событиям Великой Отечественной войны. Первое крупное произведение автора. Отмечен Сталинской премией 2-й степени в 1948 (за первую и вторую книги) и в 1949 году (за третью книгу).
- Книга первая. Альпы (Альпи, 1946)
- Книга вторая. Голубой Дунай (Голубий Дунай, 1947)
- Книга третья. Злата Прага (Злата Прага, 1948)